# Ivànovskoie
Ivànovskoie (en rus: Ивановское) és un poble de l'óblast de Kaluga, a Rússia, que en el cens del 2010 tenia 2 habitants, pertany al districte de Bórovsk.